# Kinosternon baurii
La tortuga de pantano rayada ( Kinosternon baurii) es una especie de tortuga de la familia Kinosternidae endémica de Estados Unidos.

## Distribución geográfica
La tortuga de pantano rayada se encuentra en Florida, Georgia, Carolina del Norte, Carolina del Sur y Virginia. 

## Descripción
La tortuga de pantano rayada tiene tres rayas de color claro a lo largo del caparazón. Puede crecer hasta 12.8 cm (3.4 pulgadas del ¾) de longitud de caparazón.

## Hábitat y comportamiento
Kinosternon baurii es una especie común en hábitats de agua dulce. Vaga por la tierra más que cualquier otra tortuga del género Kinosternon, y a veces se la puede observar alimentándose de estiércol de vaca.

## Alimentación
Son omnívoros. Se alimentan de insectos, caracoles, peces, algas, carroña y plantas.

## Mantenimiento en cautividad
Como mascotas son fáciles de cuidar, fácilmente comen alimentos comerciales de tortugas, alimentación de peces, gusanos, o si todo lo demás falla, trozos de pavo frío. Tienden a tener malas pulgas en su personalidad pero al mismo tiempo son extrañamente entrañables, y disfrutan tomando el sol más que las otras tortugas de barro.

## Reproducción
Las tortugas de pantano rayadas hacen sus nidos de septiembre a junio, y los huevos (un poco más de una pulgada de largo) nacen de 13 a 19 semanas después. Las crías son del tamaño del pulgar de un hombre y, a diferencia de las tortugas adultas, tienen quilla en el caparazón.